# 1991年10月逝世人物列表
1991年逝世人物列表：1月 - 2月 - 3月 - 4月 - 5月 - 6月 - 7月 - 8月 - 9月 - 10月 - 11月 - 12月
1991年10月逝世人物列表，是用於匯總1991年10月期間逝世人物的列表。

## 依日期排序

### 1日
- 威利·博爾施，61歲，美國飆車手。
- 基思·蘭斯波特，77歲，美國橄欖球運動員。[1]
- 維克多·泰特林，68歲，蘇聯藝術家。
- 斯圖·威廉姆森，58歲，美國爵士音樂家。[2]

### 2日
- 哈森·阿格，70歲，加拿大政治家。
- 瑪麗亞‧奧雷利亞‧卡普馬尼，73歲，西班牙小說家、劇作家和散文家。[3]
- 君士坦丁堡宗主教德米特里奧斯一世，77歲，土耳其大主教，心臟病發作。[4]
- 勞埃德·柯卡姆·加里森，93歲，美國律師。[5]
- 吉姆·漢德比，88歲，澳洲足球員和政治家。
- 彼得·海沃斯，70歲，美籍英國音樂評論家和傳記作家，中風。[6]

### 3日
- 馬克斯坎托，32歲，美國記者兼演員（《辣身舞》），吸食海洛因過量。[7]
- 艾德‧丹克，77歲，美國籃球運動員。[8]
- 法茲勒·哈克，63歲，巴基斯坦將軍和政治家，被暗殺。
- 保爾·赫爾曼，72歲，比利時女演員和電視節目主持人。
- 約翰·胡德，87歲，澳大利亞外交官。
- 吉亞·納達雷什維利，70歲，蘇聯和喬治亞國際象棋選手，國際象棋研究作家。

### 4日
- 海因里希·赫爾維格，83歲，德國政治家。[9]
- 何塞菲娜·瓦倫西亞·穆尼奧斯，78歲，哥倫比亞政治家。
- 小約翰·G·威廉姆斯，67歲，美國海軍上將。
- J·弗蘭克·威爾遜，49歲，美國歌手，糖尿病。[10]

### 5日
- 約爾根貝克，76歲，丹麥演員。
- 馬丁·恩納爾斯，64歲，英國人權活動家。[11]
- 拉姆納特·戈恩卡，87歲，印度報紙出版商。[12]
- 米蘭·米利希奇，50歲，南斯拉夫作家，炮擊。
- 霍普·波托卡雷羅，62歲，美籍尼加拉瓜社交名媛，尼加拉瓜第一夫人（1967-1972，1974-1979），癌症。[13]

### 6日
- 伊萊恩·伯頓，87歲，英國政治家。
- 羅傑·福賽斯，36歲，美國時裝設計師，愛滋病。[14]
- 加列戈斯，60歲，美國羅馬天主教主教，交通事故。[15]
- 馬克·謝維列夫，86歲，二戰期間的蘇聯飛行員，極地航空先驅。
- 伊戈爾·塔爾科夫，34歲，蘇聯歌手，被槍殺。[16]

### 7日
- 利奧·杜羅徹，86歲，美國棒球運動員和經理。[17]
- 艾倫·弗萊徹，84歲，澳大利亞政治家。
- 娜塔莉亞金茲堡，75歲，義大利作家和政治家，癌症。[18]
- 達倫米蘭，26歲，澳大利亞足球運動員，交通事故。
- 豪爾赫·安赫爾·利夫拉加·里齊，61歲，阿根廷作家和哲學家。
- 普倫蒂斯·泰勒，83歲，美國插畫家、平版畫家和畫家。[19]

### 8日
- 艾德·哈尼澤夫斯基，71歲，美國棒球運動員。[20]
- 愛德華·斯科熱夫斯基，61歲，波蘭電影導演兼編劇。[21]
- 萊爾史密斯，76歲，美國體育作家和編輯。
- 佐斯卡·維拉斯，99歲，白俄羅斯作家、詩人。
- 瑪麗亞·祖布列娃，91歲，蘇聯畫家、水彩畫家和平面藝術家。

### 9日
- 羅伊·布萊克，48歲，德國施拉格歌手和演員，心力衰竭。[22]
- 達格瑪‧蘭格，77 歲，瑞典犯罪小說作家。
- 卡米爾·利巴爾，73歲，盧森堡足球運動員和經理。[23]
- 多麗絲·莉莉，69歲，美國報紙專欄作家和作家，癌症。[24]
- 塔爾姆斯·拉蘇拉拉，51歲，美國演員[25]

### 10日
- 陈学昭
- 維克多·克裡斯高，97歲，美國政治家。[26]
- 皮奥·卡瓦尼利亚斯·加利亚斯，67歲，西班牙法學家和政治家，心臟病發作。[27]
- 尼古劳斯·希施尔，85歲，奧地利摔跤手和奧運獎牌得主。[28]
- 雅羅斯拉夫·萊西夫，46歲，烏克蘭詩人和牧師，交通事故。
- 鮑勃·摩根，61歲，美國橄欖球運動員。[29]
- 甘布爾·羅傑斯，54歲，美國音樂家，溺水身亡。[30]
- 安德烈·扎查，42歲，波蘭節奏布魯斯和流行爵士歌手，演員，被槍殺。

### 11日
- 吉恩·巴斯，61歲，美式橄欖球運動員。
- 皮特羅·費拉里斯，79歲，義大利足球運動員。[31]
- 羅恩·費里爾，77歲，英格蘭足球運動員。[32]
- 雷德福克斯，68歲，美國演員[33]
- 盧克·希金斯，70歲，美國橄欖球運動員。[34]
- 克萊·柯比，43歲，美國棒球運動員，心臟病發作。[35]
- 布拉尼斯拉夫·米哈伊洛維奇，54歲，塞爾維亞足球員。
- 莉迪亞·蘇哈列夫斯卡婭，82歲，蘇聯舞台演員和劇作家。
- 卡羅爾·威廉姆斯，74歲，美國動物學家，淋巴瘤。

### 12日
- 阿爾卡季·斯特魯加茨基
- 伊恩·艾爾，62歲，澳大利亞網球運動員。
- 納西索·奧拉西奧·多瓦爾，47歲，阿根廷足球運動員，心臟病發作。
- 希拉·弗洛朗斯，75歲，澳大利亞女演員，肺癌。
- 戴安娜·吉布森，76歲，美國電影女演員。[36]
- 艾琳麥克馬洪，92歲，美國女演員，肺炎。[37]
- 塔索馬蒂森，83歲，英國賽車手、汽車歷史書籍作者。[38]
- 瑞吉斯·圖米，93歲，美國演員[39]
- 葛瑞格里‧弗拉斯托斯，84歲，希臘古代哲學學者。[40]

### 13日
- 威廉·金特裡，92歲，紐西蘭陸軍將軍。[41]
- 唐納德·休斯頓，67歲，威爾士演員[42]
- 莫爾森男爵休·莫爾森，88歲，英國政治家。
- 丹尼爾·奧杜貝爾·基羅斯，70歲，哥斯達黎加政治家、總統（1974-1978 年）。[43]
- 阿古斯丁·羅德里格斯·薩哈貢，59歲，西班牙政治家和商人。[44]

### 14日
- 湯瑪斯·H·艾略特，84歲，美國律師、政治家和學者。[45]
- 沃爾特·埃爾薩瑟，87歲，德裔美國物理學家。[46]
- 理查·希特爾曼，64歲，美國瑜伽老師和作家。
- 傑伊·理查·甘迺迪，80歲，美國作家、編劇、作曲家和唱片主管。[47]
- 大衛·內維爾，83歲，加拿大冰球運動員。[48]

### 15日
- 安東尼奧·卡納萊，76歲，義大利漫畫作家和藝術家。
- 約翰·格林威，71歲，美國民俗學家和民謠歌手。[49]
- 維達·詹姆斯，90歲，加拿大裔美國政治家。
- 羅伯特·帕斯汀，73歲，美國演員。[50]
- 韓英傑，64歲，香港演員，癌症。

### 16日
- 阿瑟·阿林，85歲，美國攝影師和電影攝影師。[51]
- 奧勒·貝奇，36歲，丹麥貝斯手
- 洛爾·費舍爾，80歲，德國歌手。[52]
- 賈科莫·馬里，66歲，義大利足球運動員。[53]
- 鮑裡斯·帕潘多普洛，85歲，克羅埃西亞作曲家。[54]
- 黃炳耀，44歲，香港編劇、電影製片人及演員，心臟病發作。
- 布拉戈·扎德羅，47歲，克羅埃西亞軍官，在行動中喪生。

### 17日
- 小約翰·C·貝拉爾，87歲，美國化學家和學者。[55]
- J.G.德夫林，84歲，北愛爾蘭演員。
- 田納西州厄尼·福特，72歲，美國歌手[56]
- 瓦迪斯瓦夫·吉爾吉爾，74歲，波蘭足球運動員。
- 哈康·約翰森，77歲，挪威政治家。
- 哈倫‧詹姆斯‧史密斯，67歲，美國天文學家。
- 皮特·範·埃斯特，57歲，荷蘭自行車運動員。[57]

### 18日
- 恩里科·博尼福蒂，73歲，義大利足球運動員。
- 斯蒂芬·迪克森，40歲，美國男中音，愛滋病併發症。[58]
- 布羅尼斯瓦夫‧戈斯蒂拉，56歲，波蘭冰球運動員。[59]
- 朱迪絲·蘇利安，71歲，阿根廷電影女演員。
- 岡納爾·松斯特沃爾德，78歲，挪威作曲家。

### 19日
- 沃爾特·格裡克，83歲，二戰期間的德國空軍軍官。
- 亨利·霍爾斯特，92歲，丹麥小提琴家。
- 格奧爾基·帕洪圖，58歲，羅馬尼亞足球運動員。[60]
- 霍華德·斯維爾，59歲，美國學者，癌症。[61]
- 納烏姆·雅科夫列維奇·維倫金，70歲，蘇聯數學家。

### 20日
- 喬治·伯沙，81歲，法國潛水員、發明家、商人[62]
- 馬庫斯·古德裡奇，93歲，美國編劇。
- 克利福德·拉斯特，72歲，英國雕塑家。[63]
- 蘇珊·諾埃爾，79歲，英國壁球和網球運動員。
- J·格雷厄姆·帕森斯，83歲，美國外交官。[64]
- 耶胡達·查德卡，81歲，以色列拉比和羅什耶希瓦。

### 21日
- 洛倫茨·安東尼，82歲，科索沃阿爾巴尼亞作曲家、指揮家和民族音樂學家。
- 路易士·卡拉布羅，64歲，義大利裔美國管弦樂作曲家。[65]
- 列夫·切戈羅夫斯基，77歲，蘇聯和俄羅斯藝術家。
- 鮑比·庫姆斯，83歲，美國棒球運動員。[66]
- 吉姆·漢比，94歲，美國棒球運動員。[67]

### 22日
- 史蒂文·傑西·伯恩斯坦，40歲，美國作家和行為藝術家，因流血自殺。[68]
- 羅伯特·卡林，90歲，加拿大政治家。
- 喬伊·哈靈頓，77歲，英國電視女演員、作家、製片人和導演。
- 春日八郎，67歲，日本歌手。[69]
- 裘蒂·凱利，77歲，澳大利亞-英國女演員。

### 23日
- 德里克·埃奇，49歲，英格蘭足球運動員。
- 喬布·斯圖爾特，57歲，英國舞台和銀幕演員。[70]
- 尤利乌斯·托尔马，69歲，捷克斯洛伐克拳擊手和奧運冠軍。[71]
- 阿莉達·範·列文，83歲，荷蘭跳水運動員和奧運選手。[72]

### 24日
- 伊斯馬特·楚格泰，76歲，印度烏爾都語小說家，人文主義者和電影製片人。[73]
- J.A.米爾頓·佩雷拉，62歲，斯里蘭卡歌手和作曲家。
- 金·羅登貝瑞，70歲，美國電視製片人，心臟驟停。[74]
- 維爾科·烏克瑪律，86歲，斯洛維尼亞作曲家。[75]
- 路易莎·韋希爾，78歲，烏拉圭戲劇和電影女演員。

### 25日
- 阿爾伯特·巴爾道夫，73歲，德國政治家，聯邦議院議員。
- 喬治·布魯內特，56歲，美國棒球運動員。[76]
- 凱·狄福，81歲，美國演員[77]
- 比爾·格雷厄姆，60歲，德裔美國人，直升機墜毀。[78]
- 路易·勒·格蘭奇，63歲，律師，南非政治家。
- 塔馬茲·南加勞裡，34歲，喬治亞柔道運動員和奧運選手。[79]
- 約翰·斯特拉頓，65歲，英國演員。
- 沃爾特·斯塔德，77歲，美國曲棍球運動員和奧運選手。[80]

### 26日
- 亨利·威爾遜·艾倫，79歲，美國作家和編劇，肺炎。[81]
- 比爾·貝文斯，75歲，美國棒球運動員，淋巴瘤。[82]
- 薇薇安·丹德裡奇，70歲，美國歌手，女演員和舞蹈家，中風。
- 霍利少校，67歲，美國爵士貝斯手。[83]
- 艾德·賈斯蒂斯，78歲，美國橄欖球運動員。[84]
- 恩里克·索雷爾，79歲，智利足球運動員和經理。[85]
- 塔希拉·塔希羅娃，77歲，蘇聯政治家和外交官。

### 27日
- 喬治·巴克，78歲，英國詩人。[86]
- 洛基·羽田，43歲，日本職業摔跤手，糖尿病。
- 霍華德·金斯伯里，87歲，美國奧運賽艇運動員（1924年）。[87]
- 派克·科赫，90歲，荷蘭藝術家。[88]
- 安傑伊·帕努夫尼克，77歲，波蘭作曲家。[89]

### 28日
- 西爾維亞·法恩，78歲，美國作詞家、作曲家和肺氣腫製作人。[90]
- 約瑟夫·弗萊徹，86歲，美國教授。[91]
- 約翰·科巴爾，51歲，奧地利電影歷史學家，肺炎。[92]
- 伊利·穆古列斯庫，89歲，羅馬尼亞物理化學家和共產主義政治家。
- 阿克拉姆·奧傑，73歲，敘利亞-沙特商人，糖尿病。
- 喬治·特雷威克，86歲，澳大利亞橄欖球運動員。
- 比利·賴特，59歲，美國歌手，肺栓塞。[93]

### 29日
- 高去尋，中央研究院院士，82歲，院士。[94]
- 西里爾·布萊克，89歲，英國政治家。
- 李·博爾廷，73歲，美國攝影師，白血病患者。[95]
- 唐納德·邱吉爾，60歲，英國演員和劇作家，心臟病發作。[96]
- 吉米·科克，55歲，美國棒球運動員，心臟病發作。[97]
- 約翰·德庫爾，73歲，美國藝術總監和製作設計師
- 希克馬特·穆拉多夫，22歲，亞塞拜然士兵，在戰鬥中陣亡。
- 奈傑爾·波特，84歲，英國陸軍軍官。
- 馬里奧·塞爾巴，90歲，義大利政治家，總理（1954-1955），血栓形成。[98]
- 約翰·斯托阿，91歲，挪威多位運動員和奧運選手。[99]

### 30日
- 阿涅拉·賈菲，88歲，德國-瑞士精神分析學家。[100]
- 艾利斯·科爾欽，75歲，美國數學家和學者，胰腺癌。[101]
- 喬治·蘭伯特，72歲，英國板球運動員。[102]
- 萊寧根第七代親王埃米希，65歲，德國貴族和企業家。
- 卡爾·弗賴赫爾·米歇爾·馮·圖斯林，84歲，納粹德國黨衛軍（SS）軍官和政治家。

### 31日
- 吉恩·安德森，52歲，美國職業摔跤手，心臟病發作。
- 埃瓦爾德·布赫，77歲，德國政治家。
- 加文·布謝爾，89歲，美國音樂家和多樂器演奏家。[103]
- 查爾斯·KL·戴維斯，66歲，美國歌劇演唱家和音樂家。[104]
- 亞歷山大·弗里克，81歲，列支敦斯登政治家，總理（1945-1962）。
- 西蒙·喬尼，66歲，阿爾巴尼亞指揮家和作曲家。
- 弗雷德里克·哈特，77歲，義大利文藝復興時期學者和作家。[105]
- 迪克·喬伊，75歲，美國廣播電視播音員。
- 艾格尼絲·卡塔琳娜·麥克賽因，86歲，德國政治家和聯邦議院議員。
- 約瑟夫·帕普，70歲，美國戲劇製片人，前列腺癌。[106]